# 关坝镇 (重庆市)
关坝镇，是中华人民共和国重庆市綦江区下辖的一个乡镇级行政单位。

## 行政区划
关坝镇下辖以下地区：
兴隆街社区、中坝社区、坪坝村、兴隆村、凉风村、田坝村、双坝村、光明村、林地村和兴文村。